# Eusiphona
Eusiphona är ett släkte av tvåvingar. Eusiphona ingår i familjen sprickflugor.

## Arter
- Eusiphona cooperi
- Eusiphona flava
- Eusiphona mira
- Eusiphona vittata